# Gelamineerd hout

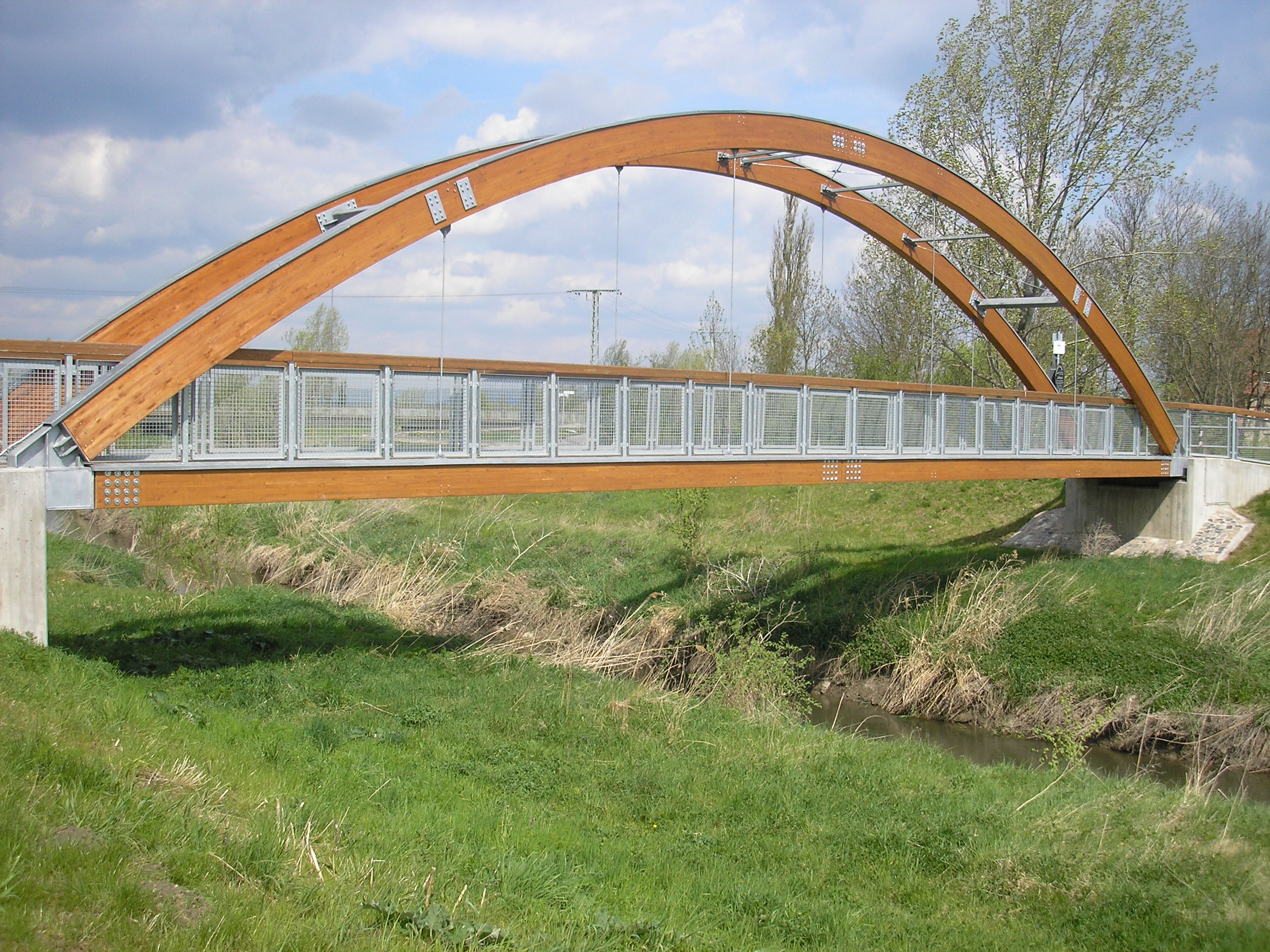
Boogbrug met boog en trekband van gelamineerd hout

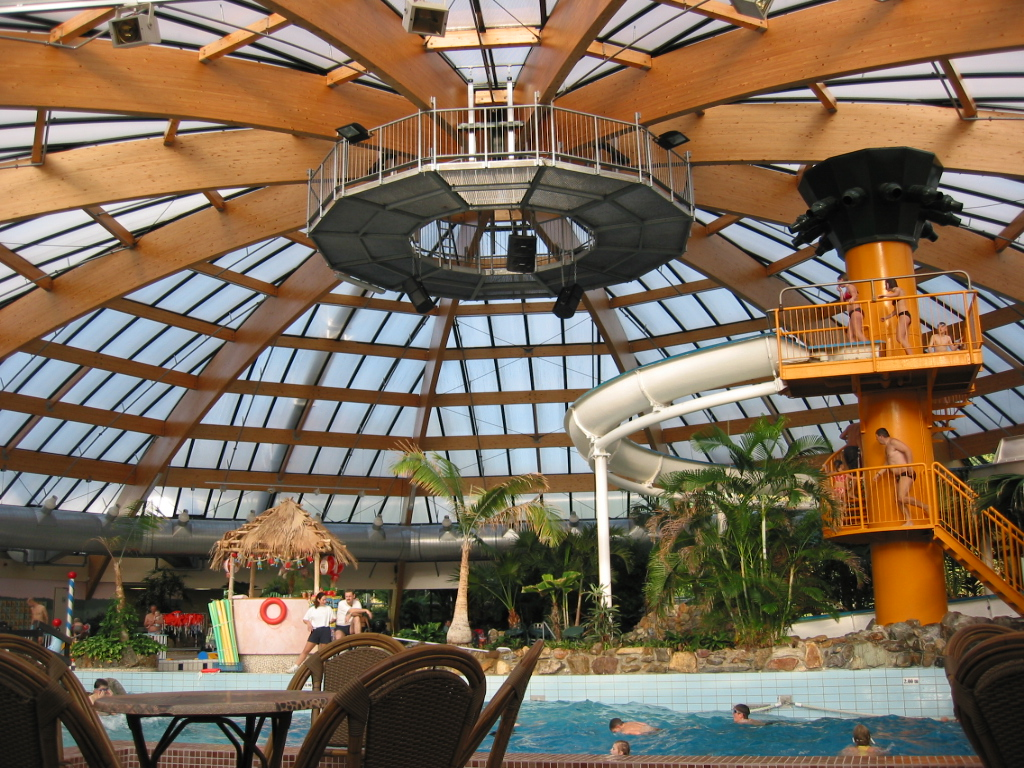
Dakconstructie met gebogen gelamineerde spantonderdelen

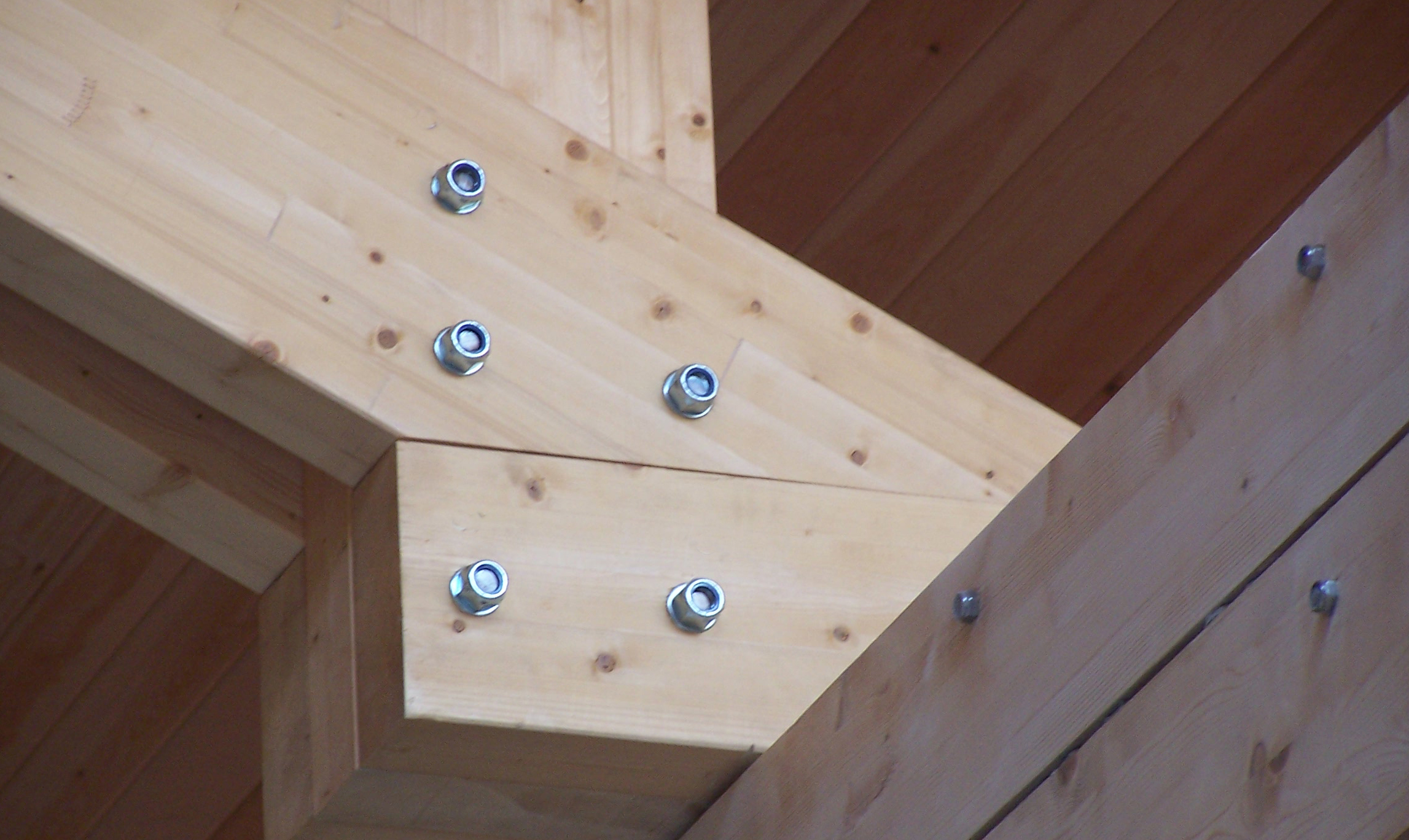
Detailfoto van gelamineerde delen en hun onderlinge verbinding d.m.v. bouten en moeren

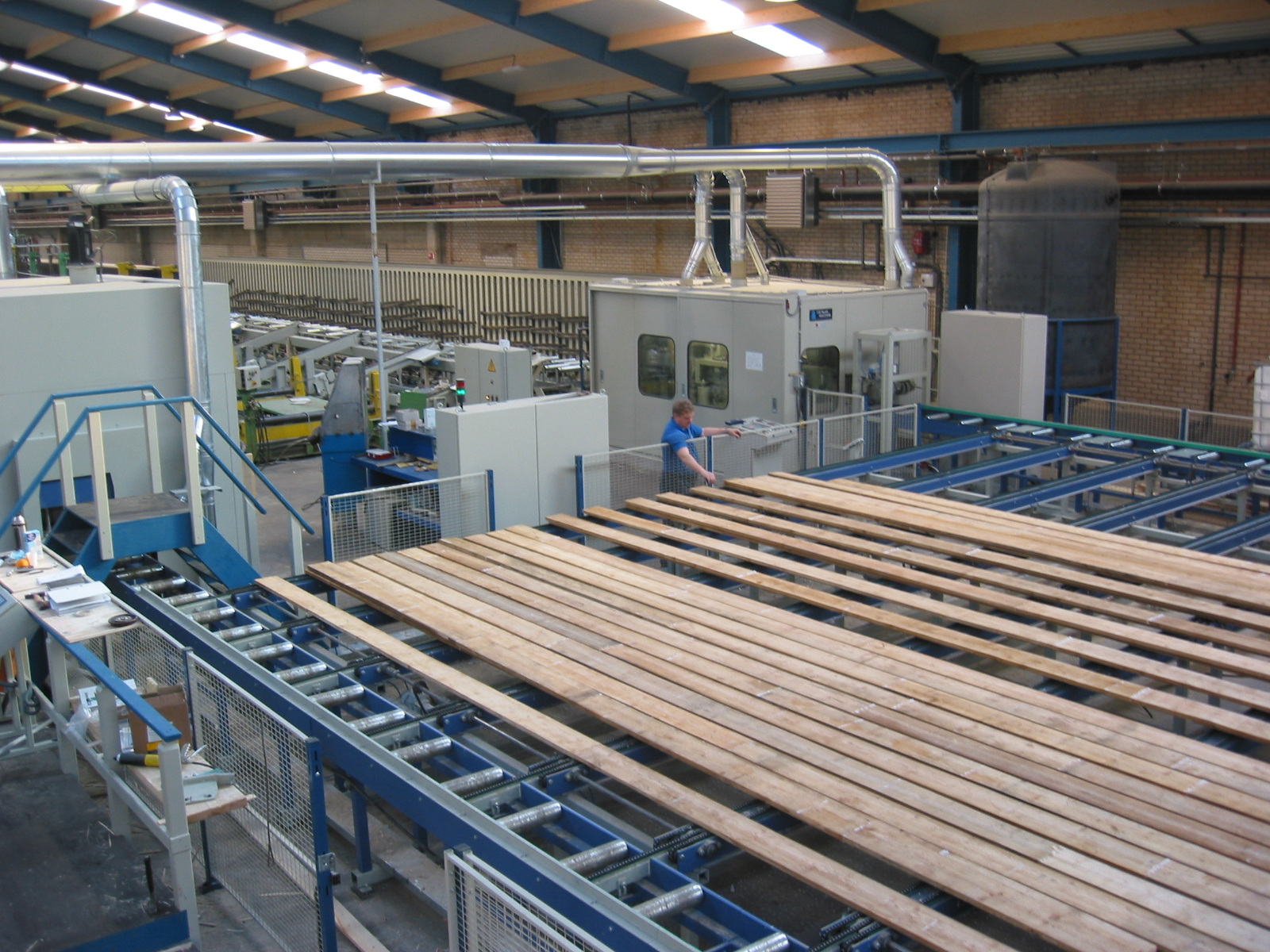
Deel van een productieproces waarin spanten tot 43 meter lang kunnen worden vervaardigd

Gelamineerd hout is een samengesteld verlijmd houtproduct, dat gebruikt wordt voor draagconstructies. Hierbij is de draad van het hout in alle verlijmde delen gelijkgericht, zodat het in dit opzicht te vergelijken is met een natuurlijk massief stuk hout. Dit in tegenstelling tot bijvoorbeeld multiplex waar de draad 90° gedraaid is ten opzichte van de boven- en onderliggende lagen.
In dit opzicht verschilt het niet principeel van gevingerlast hout. Zowel gevingerlast als gelamineerd hout wordt samengesteld uit gezaagde delen die zo veel mogelijk foutvrij zijn. Bij het verzagen van een stam met kwasten en/of andere fouten kunnen er relatief foutvrije delen geproduceerd worden door stelselmatig zo veel mogelijk het hout met kwasten en/of andere fouten eruit te zagen en als afval af te voeren. Dit resulteert in relatief korte delen die tot grote, relatief foutvrije balken samengelijmd worden; dit verhoogt de efficiëntie van het houtgebruik. In de wandeling wordt gesproken van gevingerlast hout als het gaat om gangbare maten en vormen (samengesteld uit korte stukjes) en gelamineerd hout als het gaat om speciaal samengestelde, bijzondere maten en vormen, samengesteld uit vrij lange "lamellen" of planken.
Omdat het mogelijk is de afzonderlijke lamellen voor het verlijmen te buigen, kan gelamineerd hout tot een drager van bijna elke gewenste vorm gemaakt worden, en in vrij grote afmetingen.

## Voordelen
- grote overspanningen zijn relatief eenvoudig in rechte of gebogen vormen te realiseren;
- geen koudebruggen;
- gelamineerd hout vraagt minder energie in de productie en is milieuvriendelijker dan staal of beton;
- een dragende constructie van gelamineerd hout biedt een goede brandveiligheid. Gelamineerd hout verkoolt aan de buitenkant en wordt zo voorzien van een isolerende laag, zodat de constructie niet instort, in tegenstelling tot een stalen constructie die bij het bereiken van een bepaalde temperatuur zonder meer in elkaar zakt, de hout constructie moet wel overgedimensioneerd zijn om de gevraagde brandwerendheid te halen;
- gelamineerd hout is minder gevoelig voor chemicaliën in de lucht en hoge relatieve vochtigheden dan staal. Na verduurzaming (of bij gebruik van duurzaam hout) en een goede afwerking is gelamineerd hout ook toepasbaar in buitenconstructies.

## Houtsoorten
In principe kan elke houtsoort gebruikt worden, maar bij gebruik in Nederland wordt de keuze voor de te gebruiken houtsoort bepaald door diverse factoren:
1. kosten;
2. gewicht;
3. of er een KOMO certificaat gegeven wordt;
4. geschikte klimaatklasse (1. binnen en/of buiten onderdak of 2. buiten onbeschut).

Houtsoorten die in Nederland worden toegepast zijn:

Vuren; Grenen en verduurzaamd grenen; Douglas en Oregon Pine; Western redcedar; Lariks: Inlands (FSC) en Siberisch Lariks; Meranti; Iroko; Guariuba (FSC); Sapupira (FSC).

## Voorbeelden van gebruik

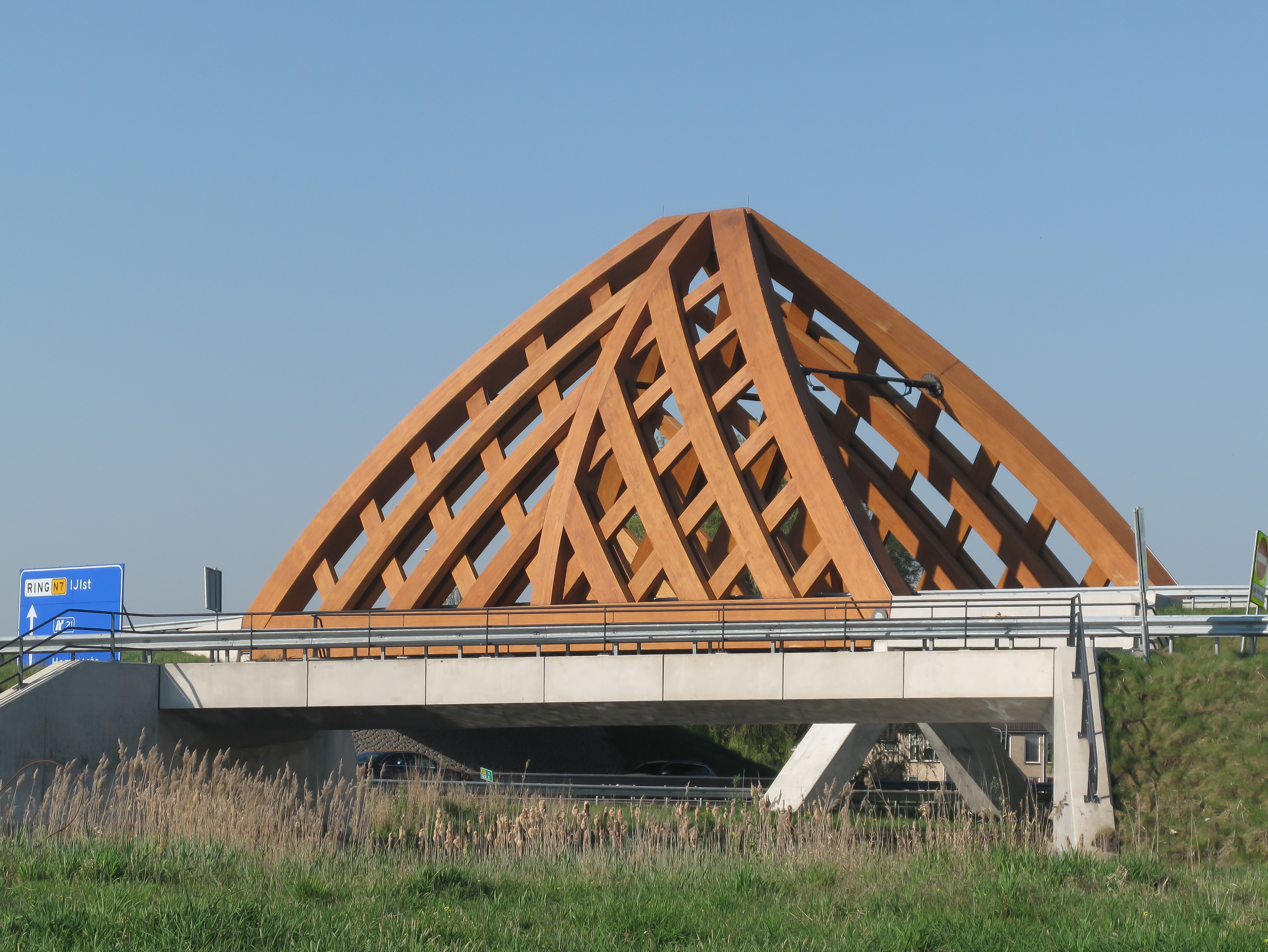
Krúsrak bij Sneek
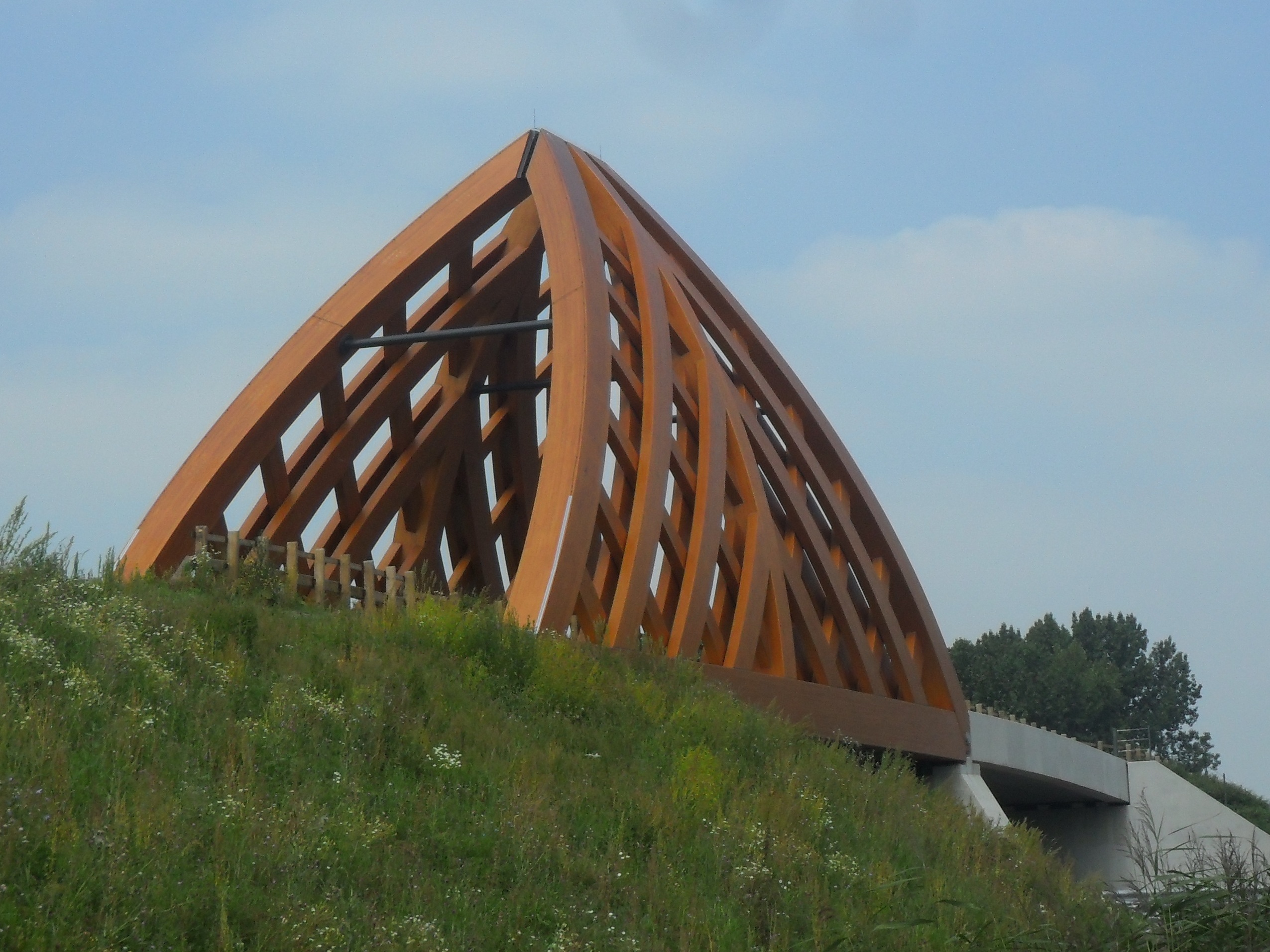
Dúvelsrak bij Sneek

Het hoogste gebouw ter wereld gemaakt van gelamineerd hout, Mjøstårnet geheten, is een gebouw van 18 verdiepingen. Het staat in Brumunddal, Noorwegen.

## Voorloper
Een Emy spant is een gebogen kapspant, dat bestaat uit houten delen of planken, die liggend op elkaar zijn gestapeld en met beugels op elkaar worden geklemd, zodat op deze manier het ondereind van het spantbeen gebogen wordt. Dit type spantbeen is, in ca 1825, door de Franse genieofficier E.R. Emy bedacht.